# Polystachya calluniflora
Polystachya calluniflora är en orkidéart som beskrevs av Friedrich Fritz Wilhelm Ludwig Kraenzlin. Polystachya calluniflora ingår i släktet Polystachya och familjen orkidéer.

## Underarter
Arten delas in i följande underarter:
- P. c. calluniflora
- P. c. hologlossa